# Damson Idris

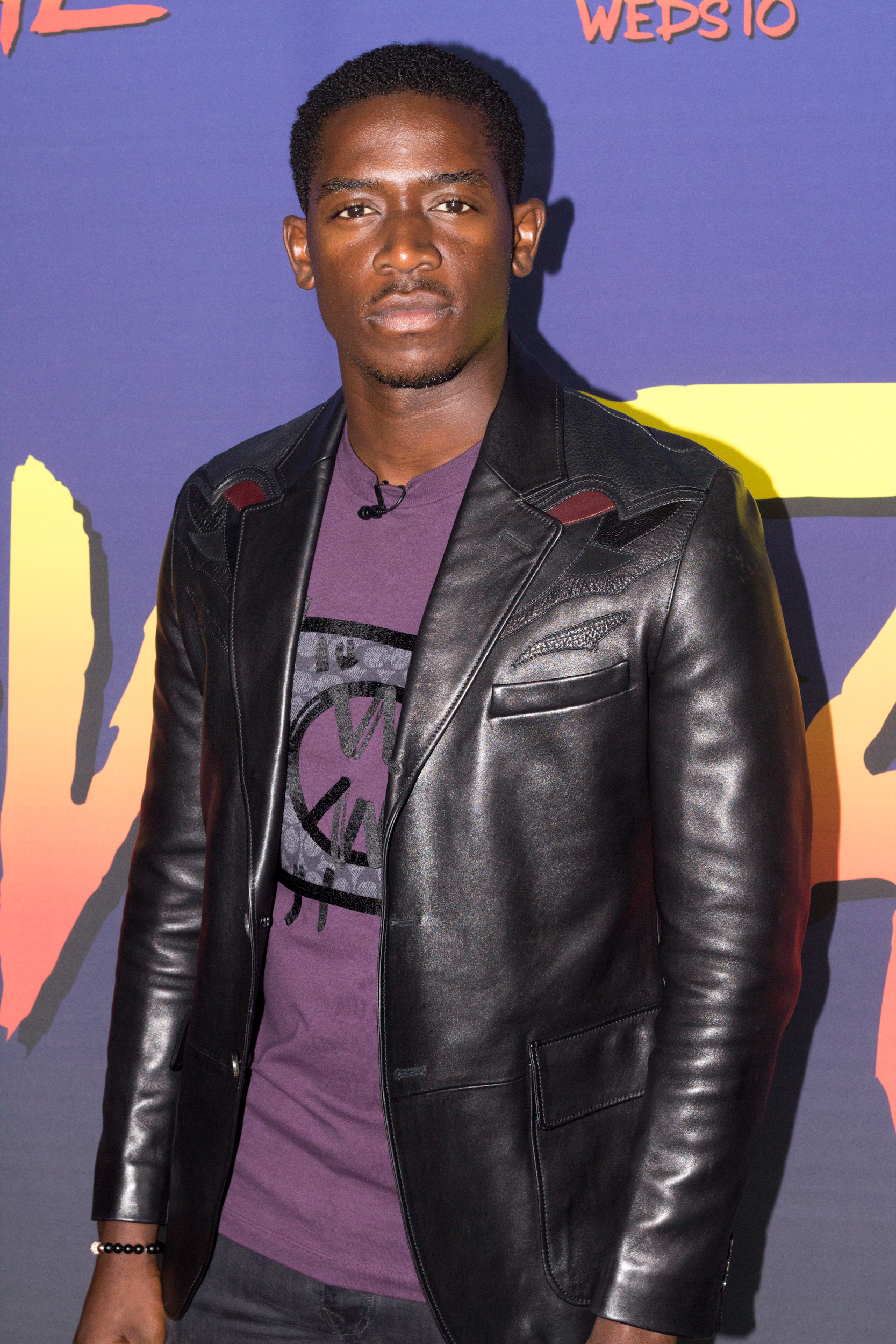
Damson Idris, 2019

Damson Alade-Bo Idris (* 2. September 1991 in Peckham, London) ist ein britischer Schauspieler. Er ist Hauptdarsteller in John Singletons Kriminalserie Snowfall. In dem Netflix-Science-Fiction-Actionfilm Outside the Wire (2021) spielt er neben Anthony Mackie die Hauptrolle.

## Jugend und Ausbildung
Idris wurde in Peckham, London geboren. Er hat nigerianische Vorfahren. Er ist das jüngste von 6 Kindern.
Er studierte Schauspiel an der Brunel University London und machte dort seinen Bachelor in „Theatre, Film & Television“. Sein Vorbild ist der US-amerikanische Schauspieler Denzel Washington.

## Synchronisation
In Snowfall wurde Idris vom deutschen Synchronsprecher Amadeus Strobl synchronisiert, in Outside the Wire vom deutschen Schauspieler Kaze Uzumaki.

## Filmografie (Auswahl)
- 2017: Sergeant Rex – Nicht ohne meinen Hund (Megan Leavey)
- 2017: The Commuter
- 2017–2023: Snowfall (Fernsehserie, 60 Folgen)
- 2018: In my Skin
- 2019: Black Mirror (Fernsehserie, Folge 5x02 Smithereens)
- 2021: Outside the Wire
- 2023: Bienenschwarm (Swarm, Fernsehserie, 1 Folge)
- 2025: F1